# ده‌نو فرزاه
ده‌نو فرزاه (به لاتین: Dehnawe Farza) یک منطقهٔ مسکونی در افغانستان است که در ولسوالی فرزه واقع شده‌است.